# ТМ-1-180
ТМ-1-180 — железнодорожная артиллерийская система производства СССР, разработанная на базе мощной морской 180-миллиметровой пушки Б-1-П. Активно и успешно использовалась в Великой Отечественной войне.

## История создания
В 1931 году группа специалистов Артиллерийской секции НТК УВМС начала разработку аванпроекта нового транспортёра, имеющего круговой обстрел с любой точки пути. Первые проработки были не совсем удачны, и в дело включили Артиллерийский научно-исследовательский морской институт (АНИМИ). Институту удалось в 1932 году разработать техническое задание на проектирование транспортёра ТМ-1-180, поручили Ленинградскому металлическому заводу (ЛМЗ).
Первые четыре транспортёра ТМ-1-180 изготовил ЛМЗ в 1936 году. Еще 16 транспортёров вышли из ворот Николаевского завода № 198 (1 в 1938, 13 в 1939 и 2 в 1940). Эти транспортёры несколько отличались от транспортёров ЛМЗ. Ещё во время изготовления первой серии ТМ-1-180 один из ведущих разработчиков ЛМЗ Петрикевич внес в первоначальный проект некоторые изменения, позволившие повысить скорострельность на 25 % и упростить управление стрельбой.

## История службы
В годы войны в составе Ленинградского фронта действовали 3 отдельных железнодорожных артиллерийских батареи (ождаб) 180-мм установок ТМ-1-180: 12-я, 18-я и 19-я.
16-я батарея на начало войны входила в состав Новороссийской ВМБ (Черноморский флот), где принимала активное участие в оборонительных боях, в том числе в ходе Туапсинской операции.
Дислокация 180-мм отдельных железнодорожных артбатарей Береговой обороны КБФ СССР на начало Великой Отечественной войны:
- 12-я (4 ТМ-1-180) вместе с 11 ождаб (3 ТМ-1-14) — на полуострове Пакри (Эстония), прикрывали вход в Таллин;
- 17-я (4 ТМ-1-180) вместе с 9 ождаб (3 ТМ-3-12) — на полуострове Ханко, в составе одноимённой советской военно-морской базы;
- 18-я (4 ТМ-1-180) — в Либаве (Латвия);
- 19-я (4 ТМ-1-180) — доукомплектовывалась на базе в Лебяжьем, вступила в строй в августе 1941 года.

Впоследствии 17 ождаб (вместе с 9-й) были заблокированы на полуострове Ханко в ходе его обороны 1941 года, и в дальнейшем при эвакуации гарнизона военно-морской базы их транспортёры пришлось вывести из строя. Остальные ТМ-1-180 прошли всю войну без потерь.
В январе 1942 года 12-я, 18-я и 19-я батареи ТМ-1-180 наряду с 11-й батареей ТМ-1-14 были сведены в 1-й отдельный артиллерийский дивизион. Этот дивизион и шесть дивизионов железнодорожных артиллерийских установок калибром 152—100 мм, в свою очередь, составили 101-ю морскую железнодорожную артиллерийскую бригаду — самое мощное артиллерийское соединение Ленинградского фронта. Приказом НК ВМФ от 22 января 1944 года 101-я морская железнодорожная артиллерийская бригада была преобразована в 1-ю гвардейскую морскую железнодорожную артиллерийскую бригаду, а за успешные боевые действия под Красным Селом бригаде было присвоено почётное наименование «Красносельской». Бригада выполняла задачи контрбатарейной борьбы с германской артиллерией, огневой поддержки советских войск, обеспечения морских коммуникаций Ленинград — Кронштадт. В 1943 году артиллерийские установки бригады участвовали в прорыве блокады Ленинграда, а впоследствии были задействованы в Красносельско-Ропшинской и Выборгской операциях, в боях под Либавой при ликвидации «Курляндского котла», и при штурме Кёнигсберга.
Установки ТМ-1-180 оставались на вооружении до 1961 года. В связи с этим следует отметить, что в 1945 году в строй вошли отремонтированные установки бывшей 17-й батареи с полуострова Ханко. Они поступили на вооружение вновь сформированной 292-й батареи.

## Мемориалы

### Форт «Красная Горка»

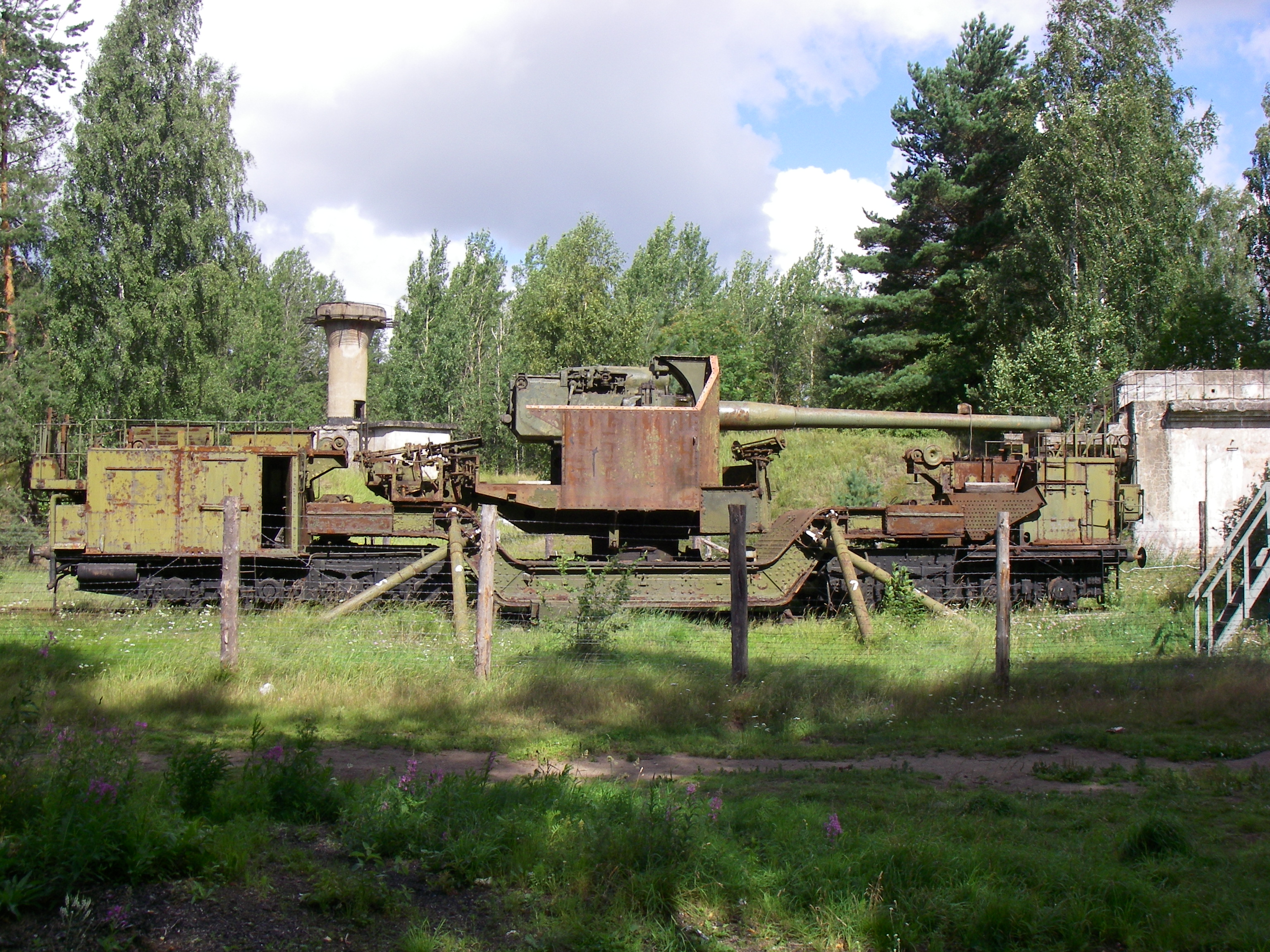
180-мм установка ТМ-1-180, форт «Красная Горка» (фото 2007 года).

Пара транспортёров ТМ-1-180 находятся в Лебяжьем — в составе мемориального комплекса «Форт "Красная Горка"», сыгравшего одну из ключевых ролей в обороне Ораниенбаумского плацдарма, а также в последующем наступлении советских войск в ходе Красносельско-Ропшинской операции и других.

### Музей Победы
Один транспортёр ТМ-1-180, из состава 12-й отдельной железнодорожной артбатареи Береговой обороны КБФ СССР, установлен на площадке военной техники Центрального музея Великой Отечественной войны 1941—1945 гг., как часть экспозиции мемориального комплекса «Парк Победы» на Поклонной горе в Москве.

### Паровоз бронепоезда «Железняков»
Мемориальный историко-технический комплекс
«Паровоз бронепоезда "Железняков"»
(Севастополь)
Одно из орудий ТМ-1-180, из состава 16 ождаб Береговой обороны Черноморского флота, воевавшей северо-восточнее Туапсе, с 1990-х годов установлено на площади Ревякина в Севастополе — в сцепке с бывшим вспомогательным паровозом бронепоезда № 5 «Железняков», отличившегося в ходе обороны Севастополя 1941—1942 годов.

## ТМ-1-180 в компьютерных играх
Установка фигурирует в стратегиях Противостояние 4 и Блицкриг, причём в последней бронепоезд с ТМ-1-180 противостоит войскам игрока в немецкой кампании, в исторической миссии под Брянском осенью 1941 года. В реальности данные артсистемы в тех боях не участвовали.Так же можно дополнить , что данное орудие появилось в одном из представителей современных RTS - Call to Arms: Gates of Hell Ost Front , а точнее в одной из миссий финской компании 